# Elettrodo a disco rotante
In elettrochimica un elettrodo a disco rotante è un particolare elettrodo di lavoro che durante lo svolgimento del metodo elettroanalitico ruota (a velocità angolare costante) rispetto all'analita.
L'elettrodo a disco rotante è utilizzato nei sistemi a tre elettrodi (costituiti da: elettrodo di lavoro, elettrodo di riferimento e elettrodo ausiliario).
L'elettrodo a disco rotante è costituito da un disco di un conduttore di prima specie (in genere metallo nobile o carbonio vitreo) rivestito da un materiale polimerico (ad esempio Teflon). Tale disco viene fatto ruotare da un motore elettrico e il controllo sulla sua velocità di rotazione è particolarmente preciso.
Viene utilizzato per studi di cinetica elettrochimica in regime stazionario. Modificando la velocità di rotazione del disco è possibile modificare la velocità con cui i reagenti vengono trasportati verso l'elettrodo di lavoro e la velocità con cui i prodotti sono allontanati dall'elettrodo di lavoro.

## Regime fluidodinamico
Per un elettrodo a disco rotante il numero di Reynolds è pari a:
{\displaystyle \mathrm {R_{e}} ={\frac {r_{0}^{2}\cdot \Omega }{\nu }}\ }
in cui:
- r0 è il raggio del disco dell'elettrodo a disco rotante;
- Ω è la velocità angolare in rad⋅s-1;
- ν è la viscosità cinematica dell'elettrolita (nel caso dell'acqua: 8,94⋅10-7 m2/s).

Per un elettrodo a disco rotante si ha regime laminare nel caso in cui:
{\displaystyle \mathrm {Re} \leqslant 1,7\cdot 10^{5}} ;
mentre si ha regime turbolento nel caso in cui:
{\displaystyle \mathrm {Re} \geqslant 3,5\cdot 10^{5}}.

## Trasporto di massa
Ad una rotazione di circa 60 Hz il regime è laminare e l'equazione di trasporto di massa è la seguente:
{\displaystyle {\frac {\partial [C]}{\partial t}}=D\,{\frac {\partial ^{2}[C]}{\partial x^{2}}}-v_{x}{\frac {\partial [C]}{\partial x}}}
dove:
- {\displaystyle \,[C]} rappresenta la concentrazione di reagente, espressa in mol/m3;
- {\displaystyle \,t} è il tempo, espresso in secondi;
- {\displaystyle \,D} è il coefficiente di diffusione di materia, espresso in m2/s
- x è la distanza dalla superficie dell'elettrodo.

Il primo termine dell'equazione precedente rappresenta il contributo diffusivo al trasporto di massa, mentre il secondo termine rappresenta il contributo convettivo al trasporto di massa.